# The Outsider (1939)
The Outsider é um filme britânico dirigido por Paul L. Stein e lançado em 1939.